# Mömlingen
Mömlingen este o comună din landul Bavaria, Germania.